# Riley & Scott

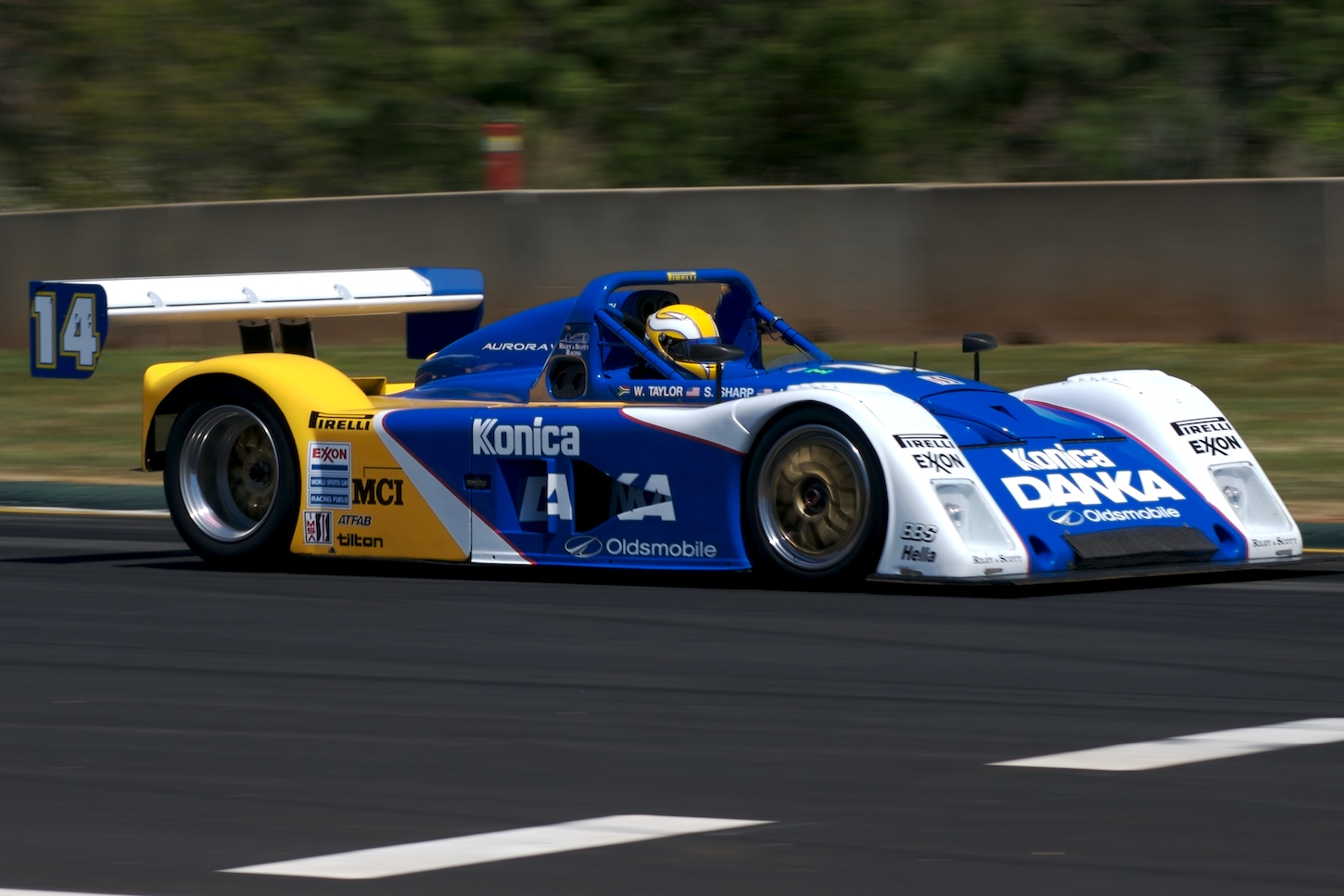
Riley & Scott Mark III

Riley & Scott Cars Inc var en amerikansk tillverkare av tävlingsbilar som verkade mellan 1990 och 2001. 
Riley & Scott grundades av Bob Riley och Mark Scott för att bygga bilar till Trans-Am Series. I mitten av 1990-talet utökades programmet med en sportvagn för IMSA GT Championship och International Sports Racing Series samt en formelbil för Indy Racing League. Senare utvecklade Riley & Scott även en tävlingsversion av Chevrolet Corvette och en Le Mans Prototype åt Cadillac.
1999 köptes företaget upp av Reynard Motorsport, men när Reynard gick i konkurs två år senare drogs Riley & Scott med i fallet. Bob Riley gick då vidare och grundade Riley Technologies.